# 五蘊
五蘊（ごうん、巴: pañca-kkhandha(パンチャッカンダ)、梵: पञ्च स्कन्ध, pañca-skandha(パンチャ・スカンダ)）とは、原義では「5つの集合体・グループ・コレクション」をさす。蘊（梵: skandha[スカンダ]、巴: khandha [カンダ]）とは集まり、同類のものの集積を意味する。
仏教においては五取蘊（Pañcupādāna-kkhandhā）として色蘊・受蘊・想蘊・行蘊・識蘊の総称。物質界と精神界との両面にわたる一切の有為法を示すであり、省略して五蘊とする。五陰（ごおん）とも書く。 人間の肉体と精神を５つの集まりに分けて示したもの。取（upādāna）とは、それに執着するということ。
なお、五蘊と、十二処、十八界を並べて三科と称する。煩悩（ぼんのう）に伴われた有漏である五蘊を五取蘊（ごしゅうん、pañcopādāna skandha）または五受陰（ごじゅおん）という。。
個々の事物は因縁によって五蘊が仮に集まってできたものであるということを五蘊仮和合（ごうんけわごう）という。 五分法身を無漏の五蘊という。 五蘊仮和合は、特に有情の個体については、我として執着するような実体がないことを表す。

## 内容
Pañcime bhikkhave, upādānakkhandhā, katame pañca: seyyathīdaṃ: rūpūpādānakkhandho, vedanūpādākkhandho, saññūpādānakkhandho, saṃkhārūpādānakkhandho, viññāṇūpādānakkhandho
比丘たちよ、これらの五つの取蘊がある。それはいかなる五か？

色取蘊、受取蘊、想取蘊、行取蘊、識取蘊である。	
—パーリ仏典, 経蔵 相応部蘊相応,取転経(Upādāna parivatta suttaṃ), Sri Lanka Tripitaka Project
五蘊は次の5種である。「色」は物質的存在を示し、「受」「想」「行」「識」は精神作用を示す。人間の心身の機構を羅列的に挙げ、それによって人間の生存およびその環境の全てを表そうとしたものである 。他の心作用(心所)はみな行蘊の中におさめられているのに、受と想だけが別個な一蘊として立てられているのは、受と想が争論のもとを生む主因であることや、輪廻に堕す主因であることによる。
- 色蘊（しきうん、巴: 梵: rūpa） - いろ、形あるもの[15]。認識の対象となる物質的存在の総称[15]。一定の空間を占めて他の存在と相容れないが、絶えず変化し、やがて消滅するもの[15]。体[16]。
- 受蘊（じゅうん、巴: 梵: vedanā） - 感受作用[17]。肉体的、生理的な感覚[17]。根（六根）と境（六境）と識（六識）の接触和合から生じる苦・楽・不苦不楽などの印象、感覚[18]。阿毘達磨倶舎論においては、内なる心が外界と接触してそこに楽、苦、不苦不楽を受け入れること[19]。
- 想蘊（そううん、巴: saññā, 梵: saṃjñā） - 表象作用[17]。概念的な事柄の認識[17]。イメージ[16]。事物の形象を心の中に思い浮かべること[20]。阿毘達磨倶舎論においては、対象のあり方を心の中に把握すること、表象すること[19]。
- 行蘊（ぎょううん、巴: saṅkhāra, 梵: saṃskāra） - 意識を生じる意志作用[21]。意志形成力[17]。心がある方向に働くこと[17]。深層意識[16]。阿毘達磨倶舎論においては、色、受、想、識の四蘊以外[19]。
- 識蘊（しきうん、巴: viññāṇa, 梵: vijñāna） - 認識作用[17]。対象を得て、区別して知るもの[15]。知り分けること[19]。判断[16]。

五蘊の最初が色蘊で最後が識蘊となるのは、粗雑なものから精細なものへの順序、悪に染められた心を起因として諸法が生じる次第を逆にさかのぼる順序などに従うのであるとされる 。 

## 上座部仏教
五蘊を自己（我）とみなす見解を有身見（sakkāya-diṭṭhi）といい、仏教における悪見・三結のひとつである。釈迦は「私」の観察によって、変化し続ける五蘊以外には発見できないこと、すなわち無我の発見に至っている。世間の人々は五蘊を自己とみなすために、限りない苦に囚われ続けるのである。
釈迦は五比丘らに初転法輪を説き、預流果に至らせた。次に五蘊の無我と説き、五比丘らを阿羅漢に至らせている。
象跡喩大経においては苦の原因を、五取蘊に対する欲（chando）、執着（ālayo）、親愛（anunayo）、固執（ajjhosānaṃ）であると説いている
相応部ナクラピタル経においては、凡夫は「五蘊が我である（＝我見）」「五蘊は私のものである（＝我執）」を持つが、これらは変化するものであるため、その者には愁・悲・苦・憂・悩が生じると説いている。

Tassa 'ahaṃ rūpaṃ, mama rūpa'nti pariyuṭṭhaṭṭhāyino taṃ rūpaṃ vipariṇamati, aññathā hoti. Tassa rūpavipariṇāmaññathābhāvā uppajjanti sokaparidevadukkhadomanassupāyāsā.
（凡夫は）「私が色（rūpa）である」「私が色を所有している」との考えを抱くが、その色は変化し変容する。

その者には、色が変化し変容するために、愁（soka）・悲（parideva）・苦（dukkha）・憂（domanassa）・悩（upāyāsā）が生じる。

...(受,想,行,識について同様に説く)...
—パーリ仏典,  相応部蘊相応 22-1 ナクラピタル経, Sri Lanka Tripitaka Project

### 五蘊盛苦
五蘊盛苦（ごうんじょうく）、五蘊苦（ごうんく）または五取蘊苦（ごしゅうんく）とは、自分自身が生きている（心身の活動をしている）だけで苦しみが次から次へと湧き上がってくることである。仏教の説く四苦八苦の一つ。元のパーリ語は、パンチャ・ウパーダーナ・カンダ・ドゥッカ（pañcupādānakkhandhā dukkha）。釈迦は初転法輪にて五比丘に五蘊苦を説いた。

Saṅkhittena pañcupādānakkhandhā dukkhā.

略説するに五取蘊は苦なり。
—初転法輪
パーリ語の組み合わせは、「パンチャ」は「五つ」、「ウパーダーナ」は「執着する、固執する」、「カンダ」は「要素（蘊）」、「ドゥッカ」は「苦」という意味なので、 「五つの要素に執着する苦しみ」というのが原文の意味である。 日本仏教においては五蘊盛苦を漢訳の訳語から解説する場合が多いが、漢訳の五蘊盛苦では「ウパーダーナ(取)」、つまり「執着する」という意味が入っておらず、原文のニュアンスが伝わりにくい訳となっている。